# Andapa
Andapa (Malagassisk: kaominina) er en by og kommune i den nordøstlige del af Madagaskar. Den ligger i distriktet Andapa, som har navn efter byen, og som Andapa administrationsby for. Distriktet er en del af regionen Sava i Antsiranana provinsen. Byen havde 2001 27.618 invånare.
Omkring 88% af indbyggerne i kommunen er bønder, og de vigtigste afgrøder er ris, bønner, tomater og vanilje.

## Geografi
Regionshovedstaden i Sava, Sambava ligger 108 km mod nordøst;
Administrationskontoret for vildtreservatet Anjanaharibe-Sud Reserve ligger i Andapa, og selve reservatet ligger 25 km fra byen .

## Eksterne kilder og henvisninger
1. 1 2 3  The Commune Census of by the Ilo program of Cornell University in collaboration with FOFIFA and INSTAT
2. ↑  "(Madagascar Parks - section: itenery". Arkiveret fra originalen 12. juni 2012. Hentet 12. juni 2013.

- Wikimedia Commons har flere filer relateret til Andapa